# Nesticus asuwanus
Espèce
Nesticus asuwanus est une espèce d'araignées aranéomorphes de la famille des Nesticidae.

## Distribution
Cette espèce est endémique du Japon.

## Publication originale
- Nishikawa, 1986 : Nesticid spiders from the Hokuriku District, central Japan. Bulletin of the National Museum of Nature and Science Tokyo, sér. A, vol. 12, p. 173-178.